# Aspin-en-Lavedan
Aspin-en-Lavedan – miejscowość i gmina we Francji, w regionie Oksytania, w departamencie Pireneje Wysokie.
Według danych na rok 1990 gminę zamieszkiwało 256 osób, a gęstość zaludnienia wynosiła 145 osób/km² (wśród 3020 gmin regionu Midi-Pireneje Aspin-en-Lavedan plasuje się na 808. miejscu pod względem liczby ludności, natomiast pod względem powierzchni na miejscu 1728.).